# Expédition d'Ibn Abi Al-Awja Al-Sulami
L’Expédition de Ibn Abi Al-Awja Al-Sulami à Banu Sulaym se déroula en avril 629 AD, 12e Mois 8AH-1er Mois 9AH, du Calendrier Islamique,.